# Concerto brandeburghese n. 4
Il Quarto concerto brandeburghese (BWV 1049) prevede come strumenti solisti un violino e una coppia di flauti dolci; a questi ultimi Bach affida un compito di accompagnamento concertante "in eco".
Inoltre un complesso d'archi  il basso continuo fanno da ripieno.
A differenza degli altri concerti della raccolta (che nel movimento lento presentano un organico ridotto) il quarto concerto brandeburghese mantiene lo stesso organico per tutti e tre i movimenti.

## Primo movimento
Allegro, 3/8, 427 battute 
La lunga introduzione del primo movimento segue il modello del cosiddetto Fortspinnungtypus, stilema caratteristico anche del Quinto concerto brandeburghese.  È quindi suddivisibile in tre sezioni: la prima caratterizzata da una forte demarcazione della tonalità (in questo caso sol maggiore); la seconda elabora l'inciso melodico d'esordio anche attraverso modulazioni a tonalità differenti da quella di partenza (questo è il vero e proprio Fortspinnungtypus);  la terza è la chiusura che avviene con una cadenza perfetta e che dà il via al solo del violino.

Il primo movimento è assai ampio: si articola come un concerto grosso, con flauti e violino a formare il concertino. La struttura è di tipo ABA, assimilabile quindi a quella delle arie da capo; il tema dell'introduzione viene affidato al concertino, mai agli archi di ripieno. Tuttavia questa parte introduttiva, lunga ben ottanta battute e priva di parti solistiche del violino, introduce un tema di carattere arpeggiato e ribattuto, che farà da filo conduttore per tutto il movimento. Il tema in questione viene eseguito dal violino solo, ma si trova comunque anche nelle parti degli archi, del continuo e dei flauti.
Il violino, di fatto, ha più parti solistiche e non interagisce molto coi flauti, che invece si imitano a vicenda ricoprendo un ruolo più assimilabile a quello di ripieno. Per questo motivo, la categorizzazione di questo pezzo all'interno di categorie ben definite è ardua.
Il primo movimento tocca diverse tonalità (anche lontane da quella di partenza) tra cui si minore.

## Secondo movimento
Andante, 3/4, 71 battute
Anche l'Andante centrale si allontana dalla forma tipica del concerto, offrendo un discorso cantabile presentato dal pieno orchestrale. Si tratta di una sarabanda in mi minore (tonalità relativa di sol maggiore).
La tonalità di mi minore è mantenuta nel corso di tutto il brano, senza modulazioni alla relativa maggiore. A parte una fioritura del basso alle battute 55-58, il ruolo principale è affidato ai due flauti (che eseguono anche dei passaggi elaborati). Il violino solista non emerge in modo particolare.

## Terzo movimento
Presto, 2/2, 244 battute
Il finale ha la struttura di una fuga, rotta a metà da una cadenza virtuosistica del violino principale. La tonalità, come nel primo movimento, è sol maggiore.

## Utilizzo della musica in altri lavori
Di questo concerto esiste una versione (BWV 1057, trasposta in Fa maggiore) in cui il violino solista è sostituito dal clavicembalo concertante.